# Коларівська сільська рада (Вітовський район)
Коларівська сільська́ ра́да — адміністративно-територіальна одиниця та орган місцевого самоврядування у Вітовському районі Миколаївської області.  З 2016 року - Каравелівська сільська рада. Адміністративний центр — селище Каравелове. Ліквідовано у 2019 році в зв'язку з об'єднанням з Мішково-Погорілівською сільською радою у сільську територіальну громаду з адміністративним центром у селі Мішково-Погорілове. З 2019 року - Каравелівський старостинський округ.

## Загальні відомості
- Населення ради: 1 817 осіб (станом на 2001 рік)

## Населені пункти
Сільській раді були підпорядковані населені пункти:
- с-ще Каравелове
- с. Добра Надія
- с-ще Зайчівське
- с-ще Капустине
- с. Ясна Поляна

## Склад ради
Рада складалася з 16 депутатів та голови.
- Голова ради: Павловська Наталія Григорівна
- Секретар ради: Іванашко Наталія Володимирівна

### Керівний склад попередніх скликань
| Прізвище, ім'я, по батькові   | Основні відомості                                                         | Дата обрання | Дата звільнення |
| ----------------------------- | ------------------------------------------------------------------------- | ------------ | --------------- |
| Ковалик Іван Антонович        | Сільський голова, 1963 року народження, безпартійний                      | 26.03.2006   | 02.02.2009      |
| Павловська Наталія Григорівна | Сільський голова, 1953 року народження, освіта вища, член Партії регіонів | 02.08.2009   | 31.10.2010      |
| Павловська Наталія Григорівна | Сільський голова, 1953 року народження, освіта вища, член Партії регіонів | 31.10.2010   |                 |

Примітка: таблиця складена за даними сайту Верховної Ради України

### Депутати
За результатами місцевих виборів 2010 року депутатами ради стали:

#### За суб'єктами висування
| Суб'єкт висування | Кількість обраних депутатів | %  |
| ----------------- | --------------------------- | -- |
| Партія регіонів   | 8                           | 50 |
| Самовисування     | 8                           | 50 |

#### За округами
| № округу        | Прізвище, ім'я, по батькові       | Дата визнання обраним | Освіта             | Партійна приналежність | Відомості про обраного депутата                                             |
| --------------- | --------------------------------- | --------------------- | ------------------ | ---------------------- | --------------------------------------------------------------------------- |
| Партія регіонів |                                   |                       |                    |                        |                                                                             |
| 1               | Биков Михайло Васильович          | 05.11.2010            | середня            | позапартійний          | Укрхімтрансаміак, машиніст екскаватора                                      |
| 2               | Ракчєєва Валентина Петрівна       | 05.11.2010            | середня            | позапартійна           | пенсіонер                                                                   |
| 3               | Протасович Ірина Сергіївна        | 05.11.2010            | вища               | позапартійна           | Коларівська сільська рада, головний бухгалтер                               |
| 4               | Драгонощенко Тетяна Володимирівна | 05.11.2010            | вища               | позапартійна           | Коларівська загальноосвітня школа І-ІІ ст., вчитель початкових класів       |
| 5               | Дем'янова Ірина Валеріївна        | 05.11.2010            | вища               | член Партії регіонів   | Жовтневий територіальний центр, соціальний працівник територіального центру |
| 10              | Кисельова Валентина Василівна     | 05.11.2010            | середня            | позапартійна           | домогосподарка                                                              |
| 11              | Іванашко Наталія Володимирівна    | 05.11.2010            | середня            | позапартійна           | Коларівська сільська рада, секретар                                         |
| 12              | Сімкіна Тетяна Анатоліївна        | 05.11.2010            | вища               | член Партії регіонів   | Зайчівський ДНЗ, завідувачка                                                |
| Самовисування   |                                   |                       |                    |                        |                                                                             |
| 6               | Волянюк Ольга Зіновіївна          | 05.11.2010            | середня            | член Партії регіонів   | домогосподарка                                                              |
| 7               | Шкодич Валентина Василівна        | 05.11.2010            | середня            | член Народної партії   | Коларівська сільська рада, землевпорядник                                   |
| 8               | Головчіц Леонід Леонтійович       | 05.11.2010            | середня            | позапартійний          | ПП Корелова, водій                                                          |
| 9               | Загляда Леонід Антонович          | 05.11.2010            | середня            | позапартійний          | тимчасово не працює                                                         |
| 13              | Мавродієва Валентина Федорівна    | 05.11.2010            | середня            | позапартійна           | ПП Камиш, продавець                                                         |
| 14              | Мавродієва Раїса Миколаївна       | 06.02.2011            | середня спеціальна | член Партії регіонів   | тимчасово не працює                                                         |
| 15              | Романечко Роман Анатолійович      | 23.02.2014            | незакінчена вища   | член Партії регіонів   | , приватний підприємець                                                     |
| 16              | Васильєв Олександр Федорович      | 05.11.2010            | середня            | позапартійний          | тимчасово не працює                                                         |

## Населення
Згідно з переписом УРСР 1989 року чисельність наявного населення сільської ради становила 1987 осіб, з яких 931 чоловік та 1056 жінок.
За переписом населення України 2001 року в сільській раді мешкало 1815 осіб.

### Мова
Розподіл населення за рідною мовою за даними перепису 2001 року:
| Мова       | Відсоток |
| ---------- | -------- |
| українська | 65,22 %  |
| російська  | 31,48 %  |
| білоруська | 1,38 %   |
| болгарська | 0,94 %   |
| молдовська | 0,72 %   |
| вірменська | 0,17 %   |